# Biserica de lemn din Bărăștii Iliei

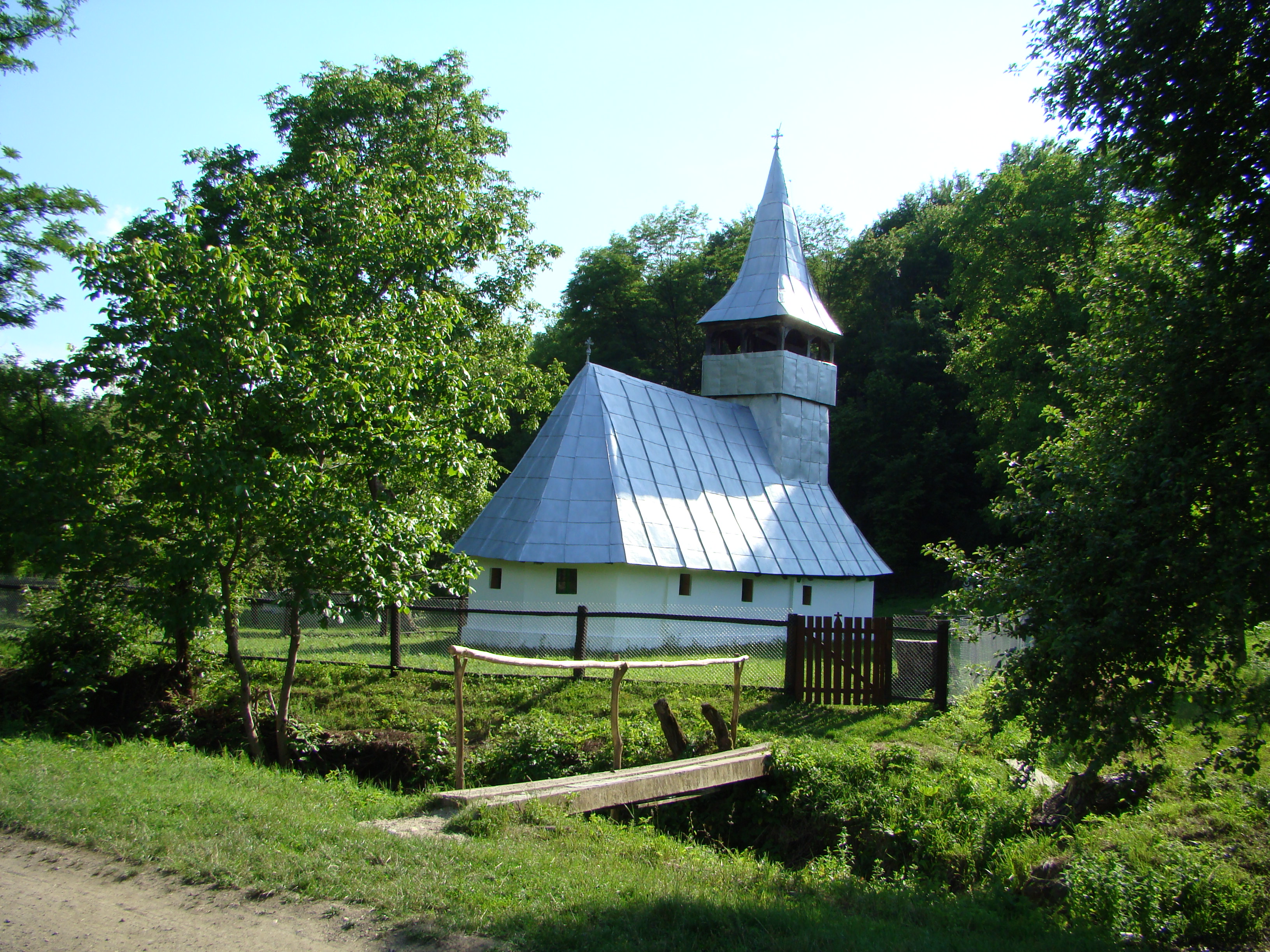
Biserica de lemn „Întâmpinarea Domnului” din Bărăştii Iliei, comuna Brănişca, județul Hunedoara, foto:iunie 2009.

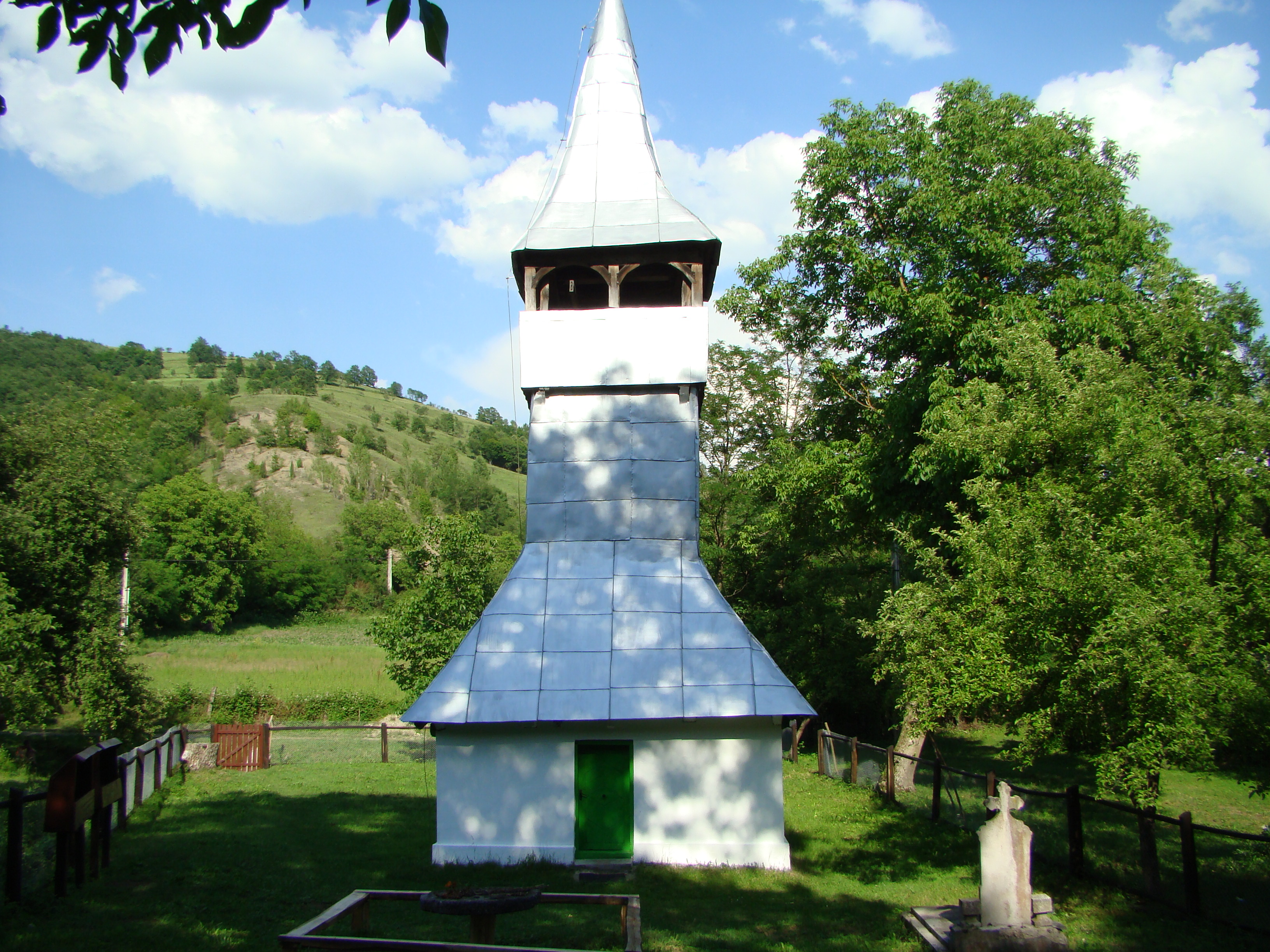
Biserica (vest)

Biserica de lemn din Bărăștii Iliei, comuna Brănișca, județul Hunedoara datează din anul 1778. Are hramul „Întâmpinarea Domnului”. Figurează pe lista monumentelor istorice, cod LMI HD-II-m-B-03248.

## Istoric și trăsături
Lăcașul a fost ctitorit cândva între anii 1762 și 1769, repere cronologice indicate, pe de o parte, de absența bisericii din tabelele comisiei de catagrafiere Buccow (1761-1762), iar pe de altă parte, de menționarea edificiului pe harta iosefină a Transilvaniei (1769-1773); explicit, lăcașul figurează apoi în conscripțiile anilor 1805 și 1829-1831. Recensămintele ecleziastice ale primei jumătăți a secolului al XVIII-lea omit menționarea vreunei înaintașe.
Este un edificiu pe plan dreptunghiular, cu absida nedecroșată, poligonală cu trei laturi; naosul și altarul sunt boltite semicilindric. Deasupra pronaosului tăvănit se înalță un turn-clopotniță robust, cu foișor deschis și coif amplu. În timp, lăcașul a fost supus mai multor renovări; unele i-au alterat aspectul original și bogatul decor iconografic. Exemplul cel mai elocvent îl constituie șantierul din anul 1969, în cadrul căruia au fost acoperite cu un strat de tencuială eventualele inscripții exterioare, iar cu placaj fragmentele picturale interioare, datorate fie preotului Ioan Zugravul din Deva, fie lui Urean cel Tânăr; acel veșmânt inițial fusese oricum acoperit, în mare parte, de un decor mural impropriu, executat în 1910.
Altă reparație, desfășurată în anul 1973, a fost urmată  de schimbarea învelitorii de șiță cu cea actuală din tablă și de pictarea câtorva scene la nivelul tavanului pronaosului, al bolții naosului și al tâmplei de către F. D. Vidu din Gurasada.

## Imagini

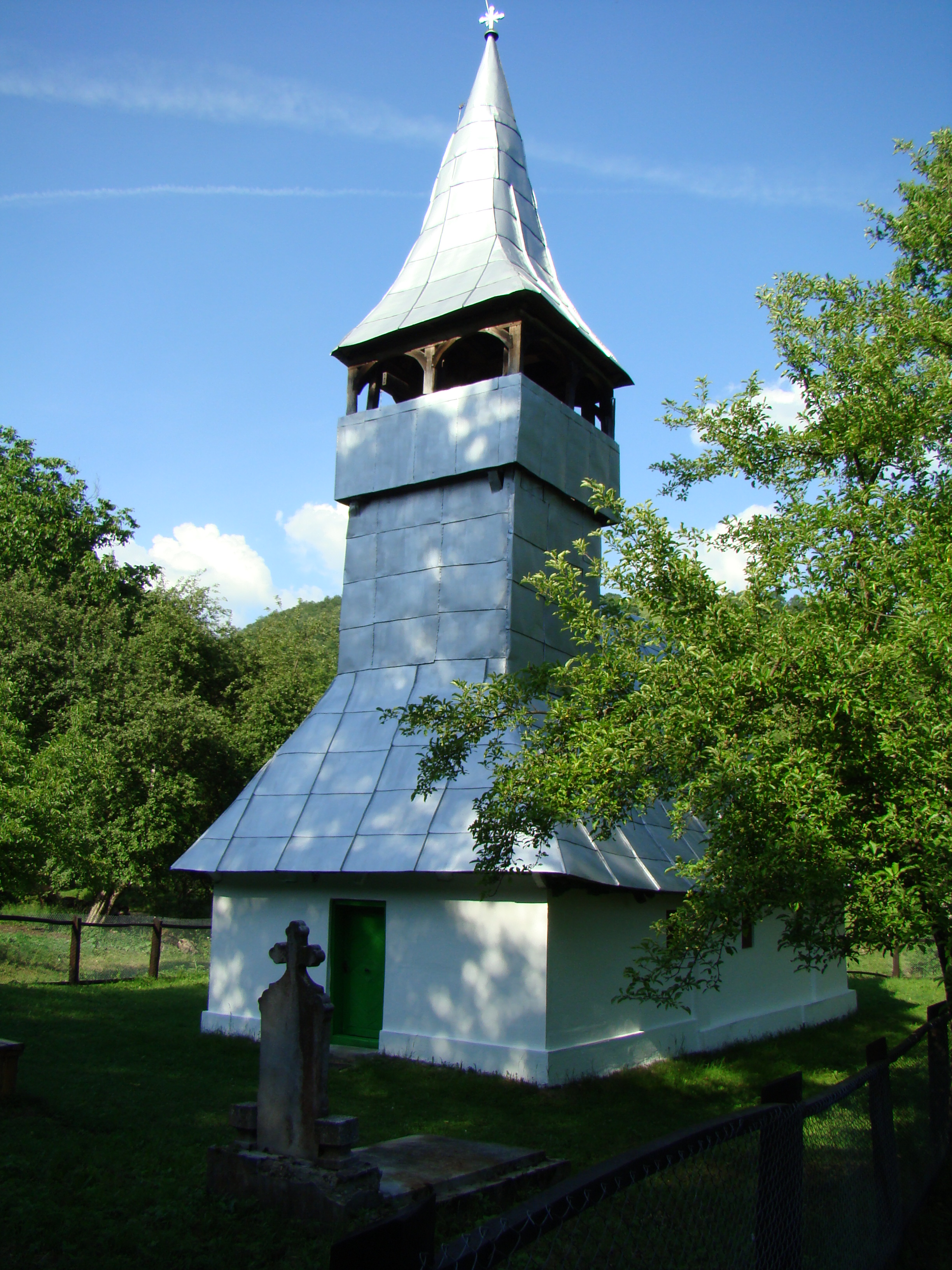
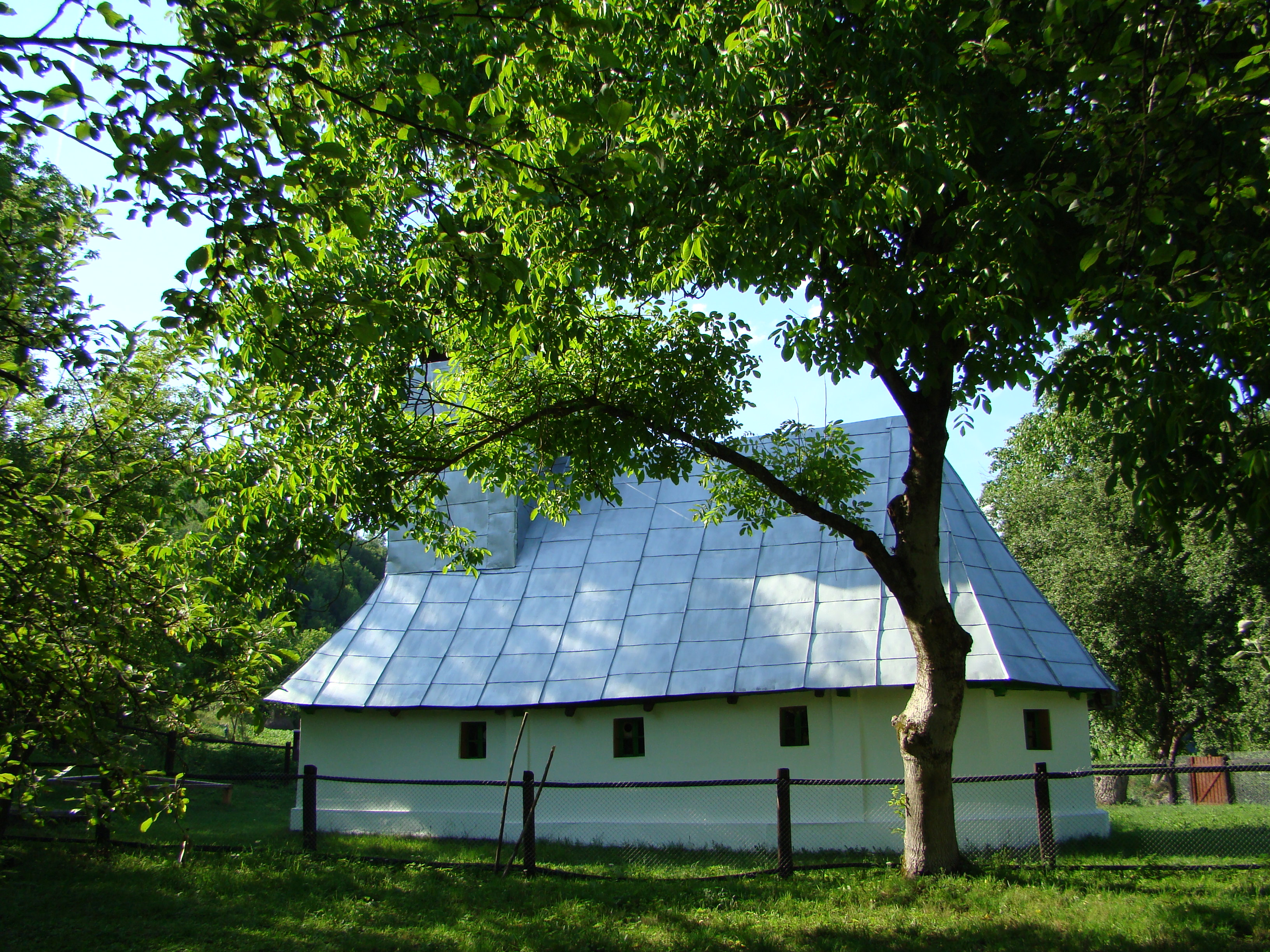
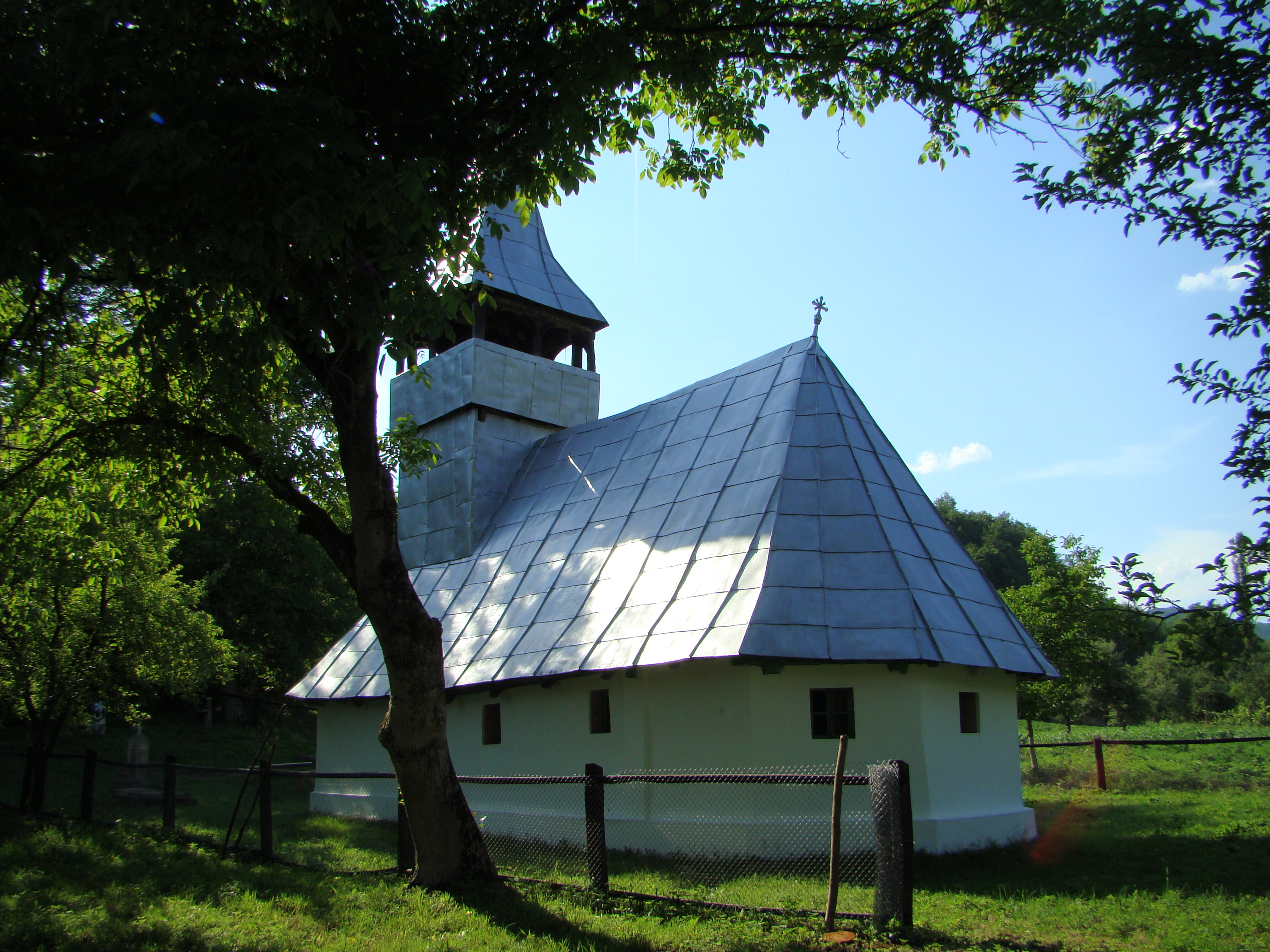
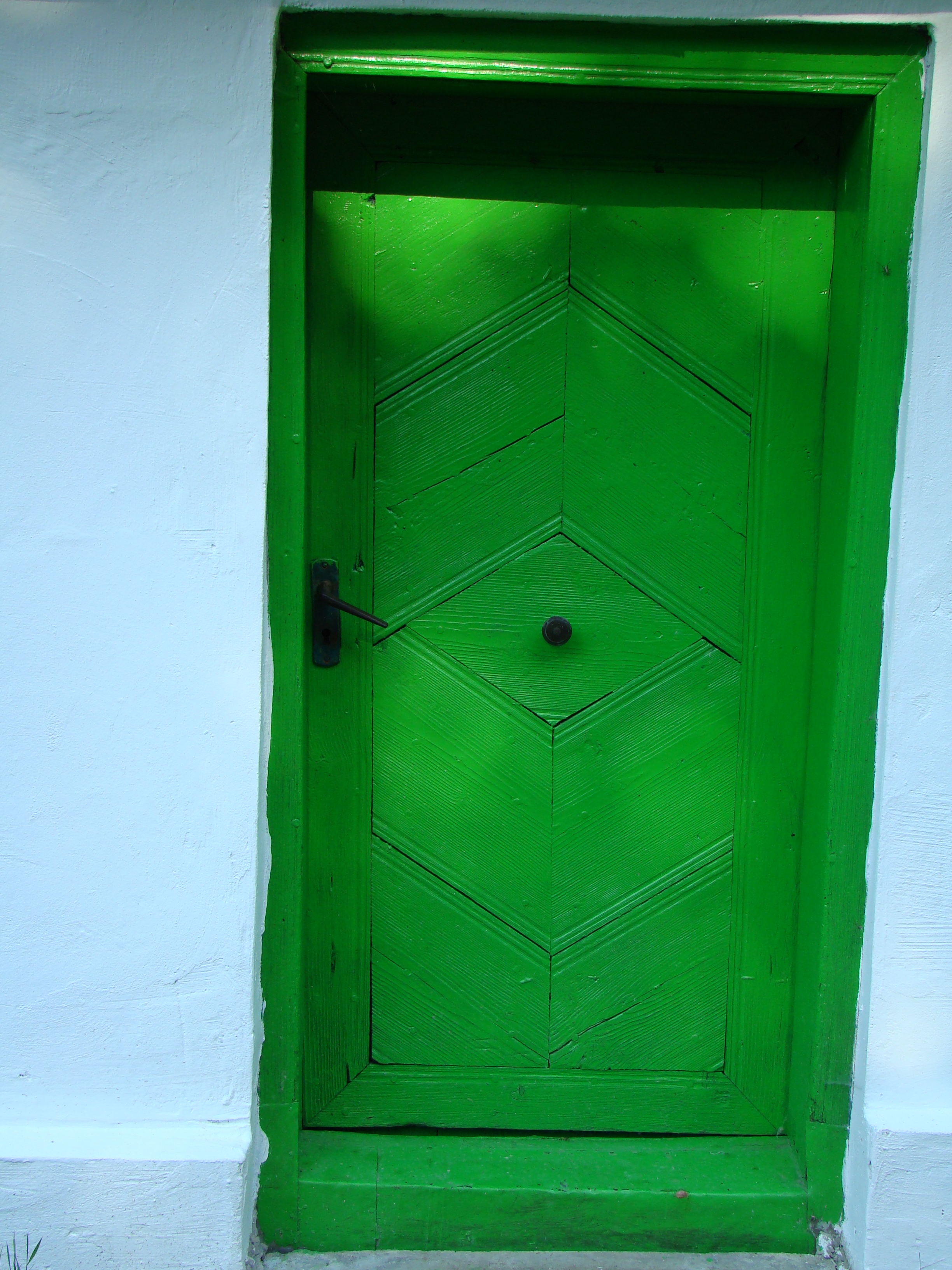
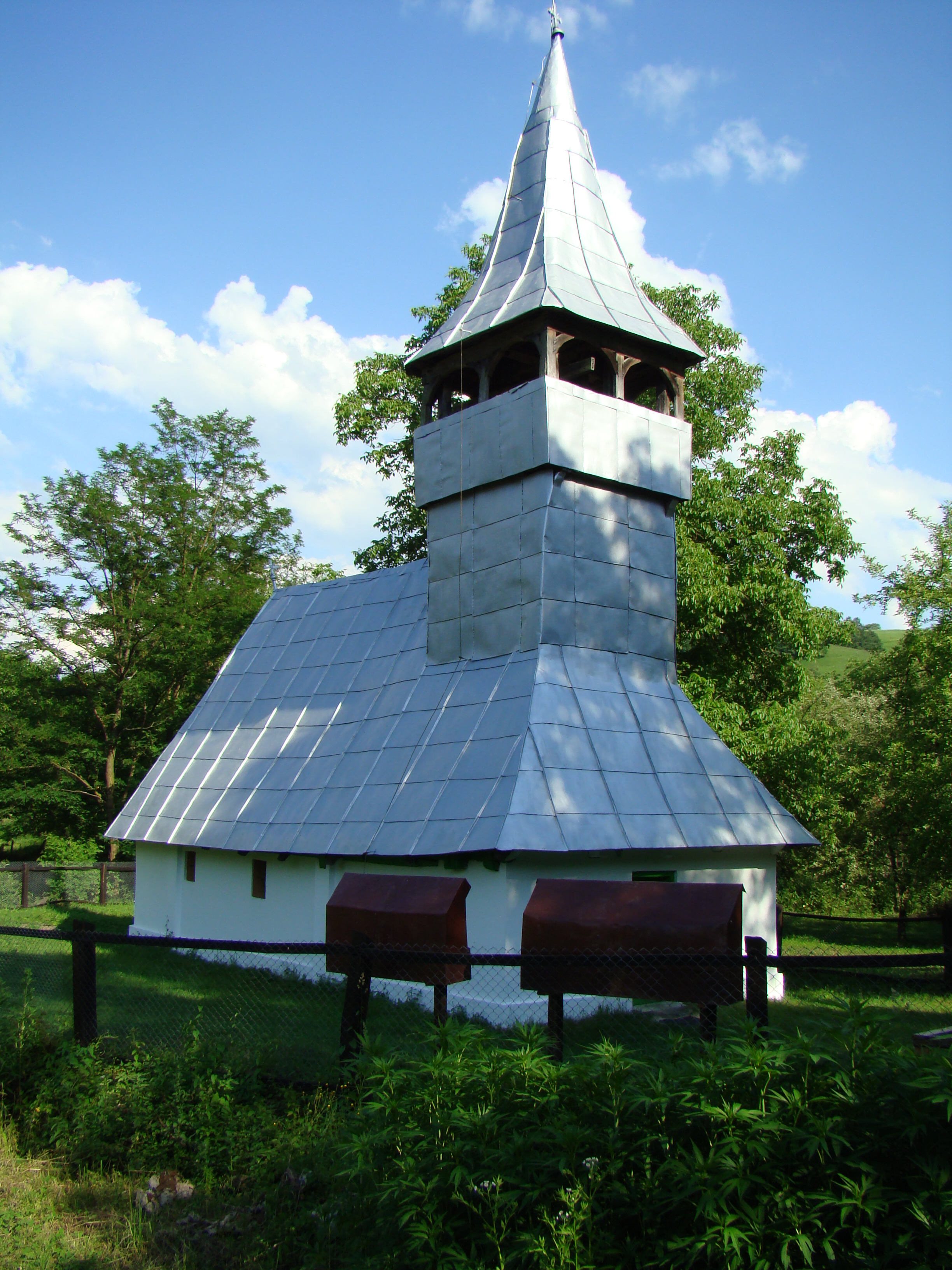
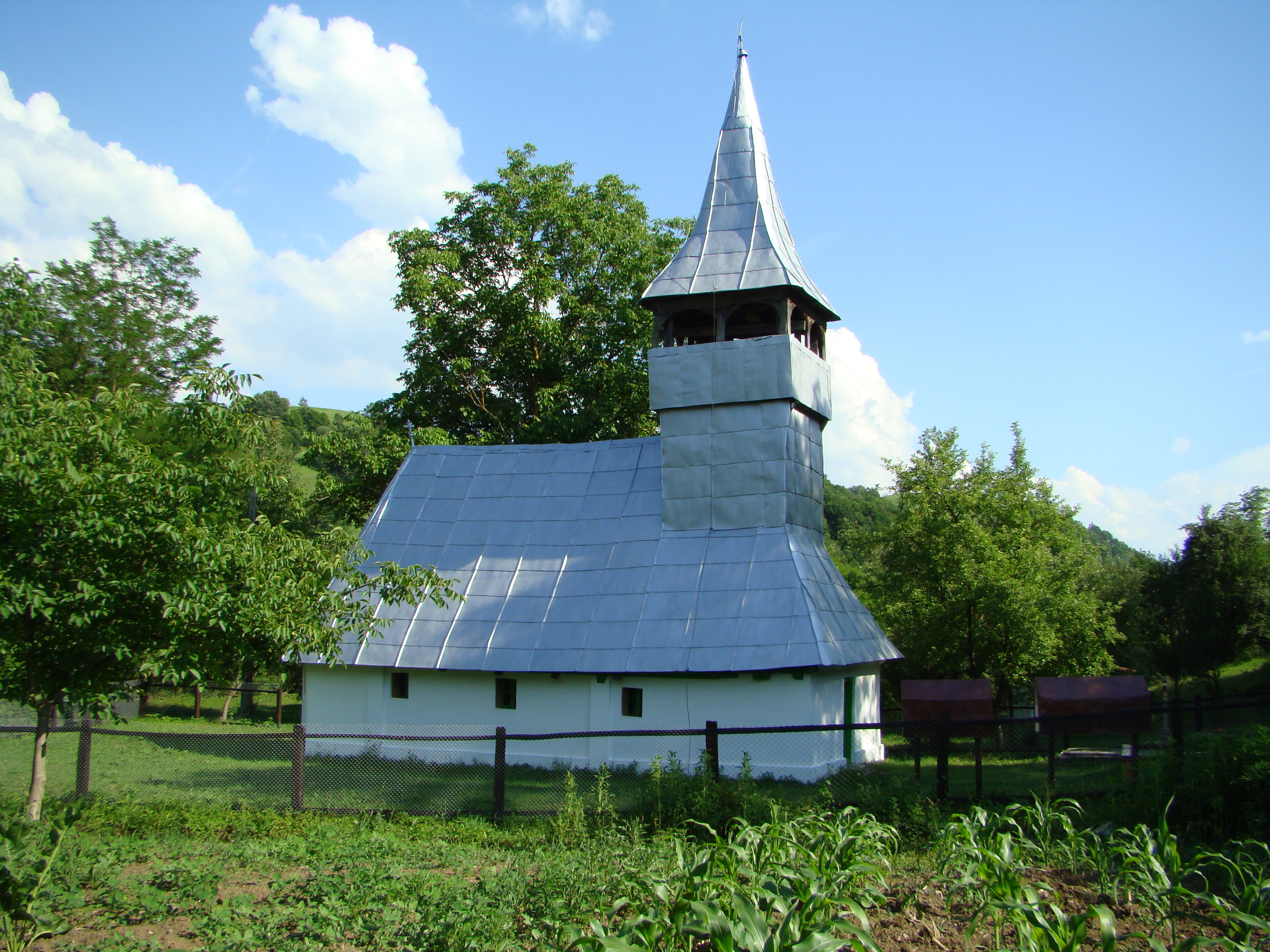
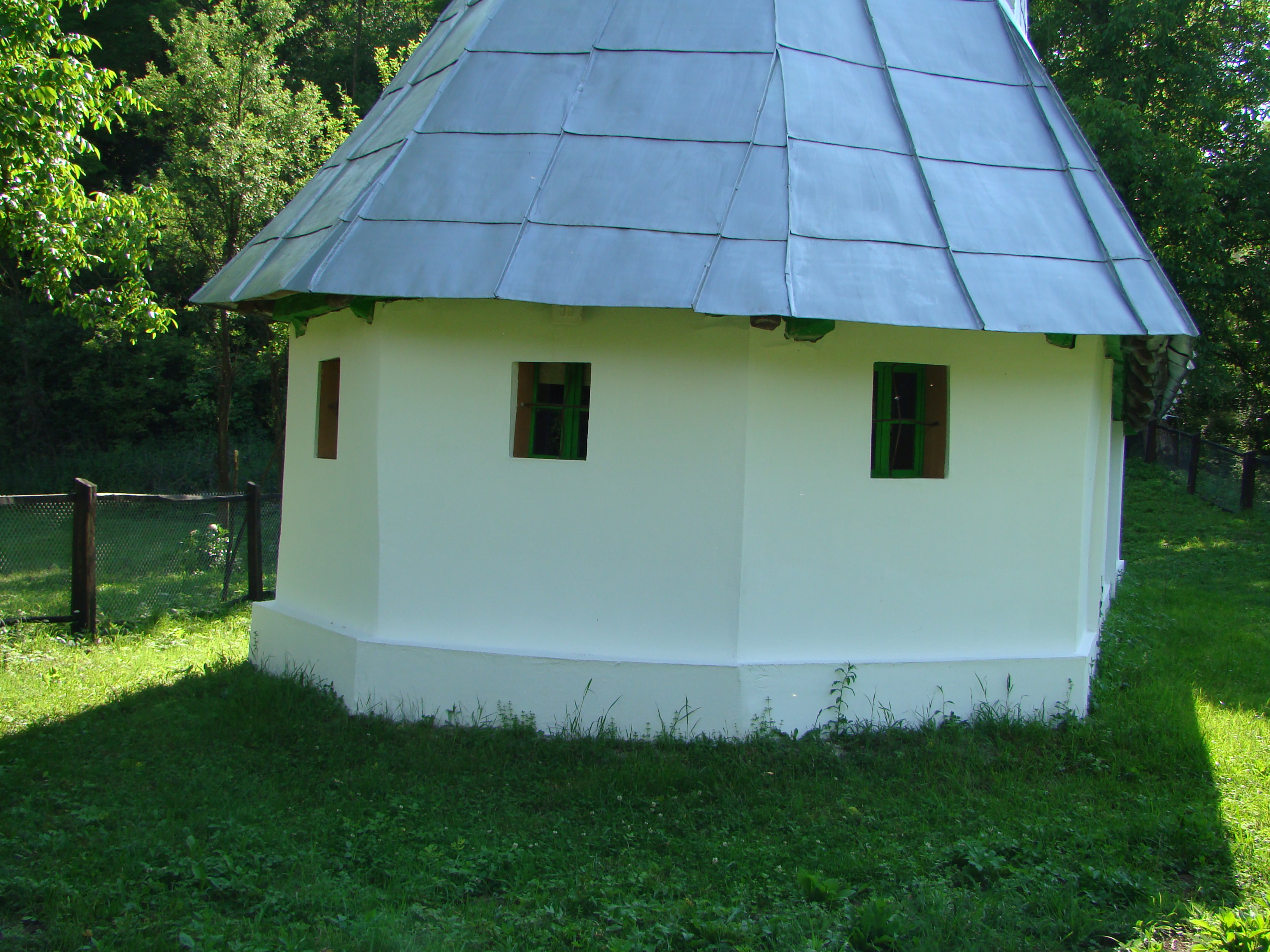
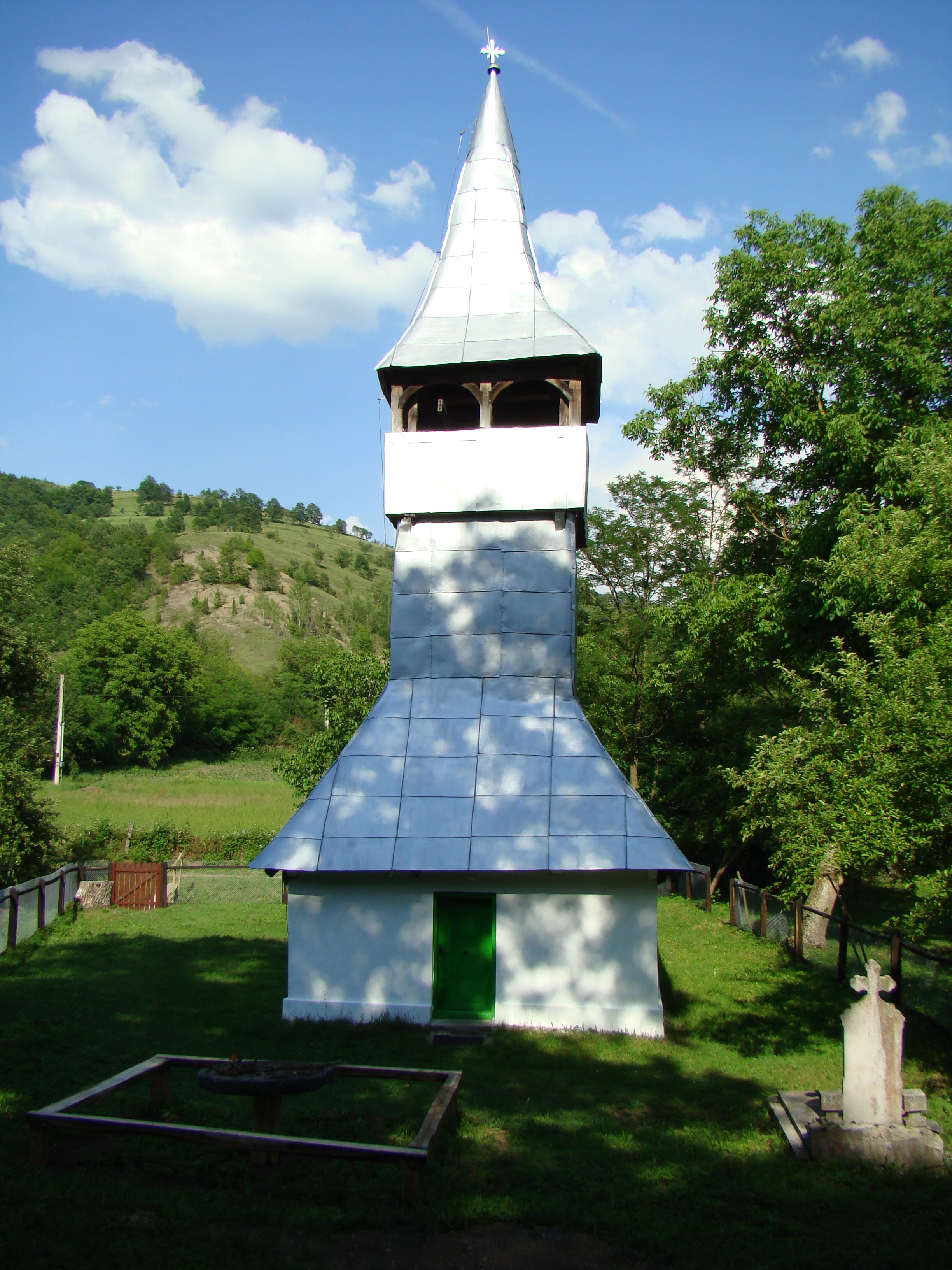